# Synatom
 Synatom est une société anonyme de droit belge spécialisée dans la gestion de matières radioactives.
Synatom gère une partie des étapes du cycle du combustible nucléaire pour les centrales nucléaires belges : enrichissement de l'uranium, fabrication de combustible et gestion intermédiaire des déchets. La production d'électricité est assurée par Electrabel et la gestion finale des déchets nucléaires par l'ONDRAF. Par ailleurs depuis 2003 la société gère les fonds nécessaires au démantèlement futur des centrales en Belgique.
Elle est actionnaire à hauteur de 11,11 % dans le capital de la société Eurodif Production spécialisée dans l'enrichissement de l'uranium, à l'origine via la Soben (Société belge pour l'enrichissement de l'uranium).

## Histoire
La société Synatom est créée en 1965. Il s'agit alors d'un syndicat pour la conception d'usines nucléaires de production d'électricité. En 1977, Synatom devient une société de droit privée de droit belge spécialisée dans la gestion du combustible nucléaire.

### Contrat entre Cogema et Synatom relatif à l'utilisation de Mox
Le premier débat au Parlement belge sur le retraitement et l'utilisation de combustible MOX, un combustible nucléaire fabriqué à partir d'environ 7 % de plutonium et 93 % d'uranium appauvri, intervient en 1993 et conduit à la suspension du contrat de retraitement conclu entre Synatom et Cogema en 1991. Le contrat de retraitement signé en 1978 pouvait être mené à son terme, mais aucun nouveau contrat de retraitement ne pouvait être signé. À partir de 1993, les deux options pour le cycle aval du combustible doivent être considérées au même niveau et évaluées au cours des cinq années suivantes. L'autorisation d'utiliser du MOX dans les centrales nucléaires belges est accordée afin de consommer le plutonium produit antérieurement et en vertu des contrats de retraitement en cours. Mais en décembre 1998, le gouvernement belge annule définitivement le contrat de retraitement signé en 1991 entre Synatom et Cogema. Il reporte le débat sur la gestion du combustible usé à l'année suivante en attente des résultats d'études techniques et économiques.

## Actionnariat et direction de l’entreprise
Le capital est entièrement détenu par Electrabel, appartenant au groupe GDF Suez (rebaptisé Engie en 2015).
L’État belge détient une action spécifique et délègue deux représentants au Conseil d’administration.

## Critique
Un rapport commandé par Greenpeace en 2018 au bureau d’étude Zero Emission Solution souligne un problème de financement dans le fonds Synatom. Celui-ci n’offrirait pas de garanties suffisantes pour gérer à long terme le stockage géologique des déchets nucléaires.
Une autre étude publiée par Greenpeace et due à Bertrand Thuillier remet en cause le principe de l’enfouissement des déchets nucléaires sur le long terme.